# 邑久駅
邑久駅（おくえき）は、岡山県瀬戸内市邑久町山田庄にある、西日本旅客鉄道（JR西日本）赤穂線の駅である。駅番号はJR-N08。

## 歴史
- 1962年（昭和37年）9月1日：国鉄赤穂線伊部 - 東岡山間延伸時に開業[1]。
  - 当時の所在地表示は岡山県邑久郡邑久町山田庄であった。
- 1969年（昭和44年）10月1日：業務委託駅化[2]。
- 1984年（昭和59年）2月1日：荷物扱い廃止[1]。
- 1987年（昭和62年）4月1日：国鉄分割民営化に伴い、JR西日本の駅となる[1]。
- 1992年（平成4年）11月1日：みどりの窓口営業開始。
- 2004年（平成16年）11月1日：瀬戸内市成立に伴い、所在地表示が岡山県瀬戸内市邑久町山田庄となる。
- 2007年（平成19年）9月1日：ICカード「ICOCA」の利用が可能となる。
- 2022年（令和4年）
  - 2月28日：この日限りでみどりの窓口営業終了[3]。
  - 3月1日：無人駅化[3]。

## 駅構造
岡山方面に向かって左側に単式ホーム1面1線を有する地上駅（停留所）。棒線駅のため、岡山方面行・播州赤穂方面行双方が同一ホームに発着する。改札からホームへはスロープもあり、車椅子でも利用可能。
ICOCA利用可能駅（相互利用可能ICカードはICOCAの項を参照）。

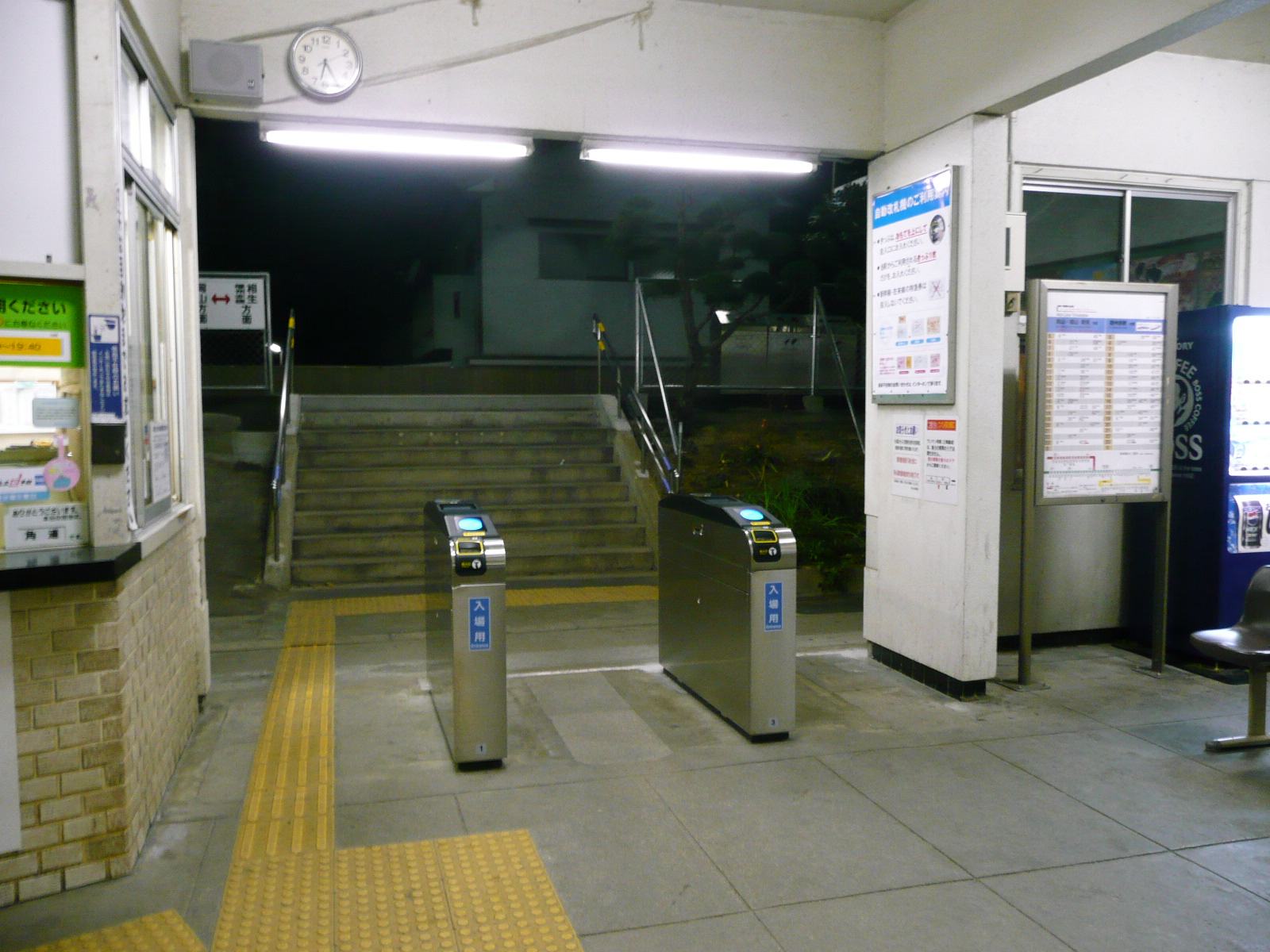
改札（2007年12月）
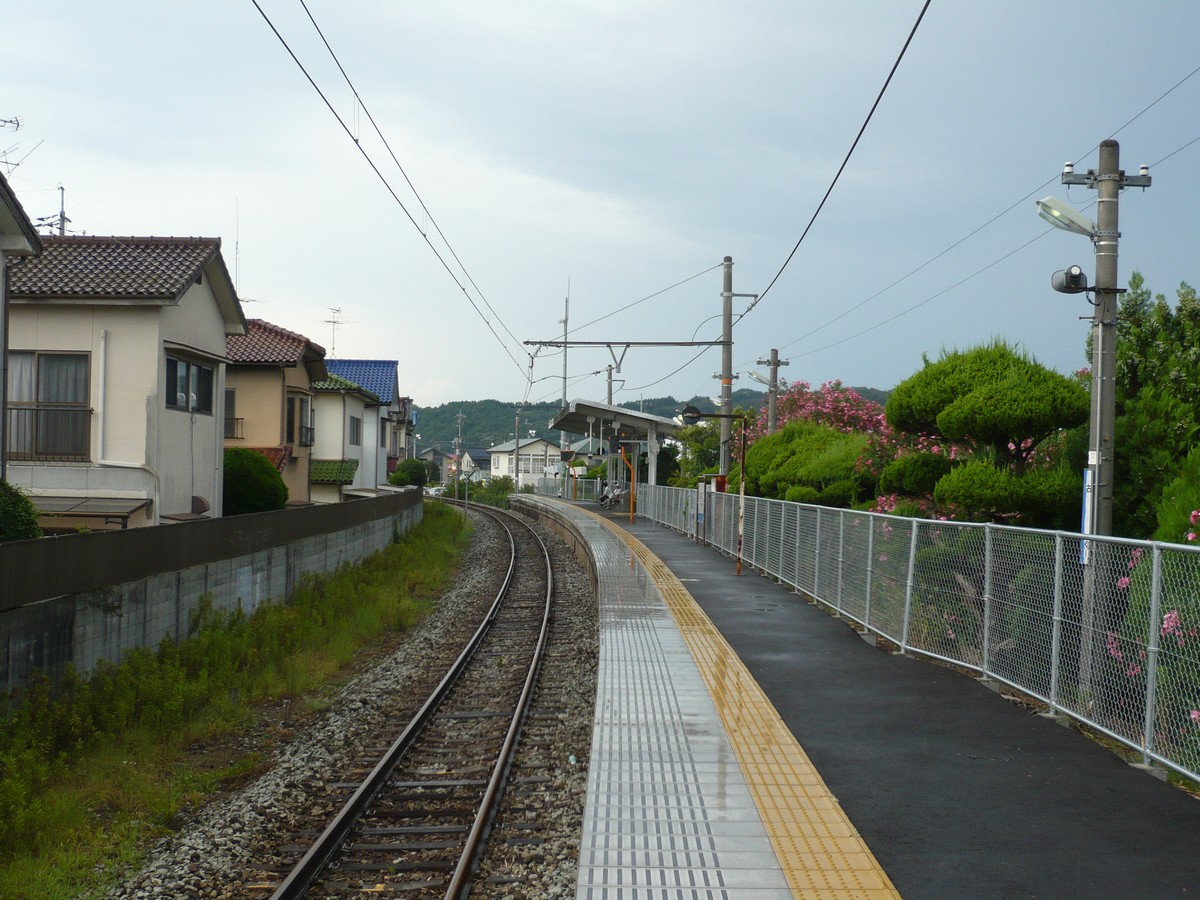
ホーム（2007年8月）

## 利用状況
1日平均乗車人員は以下の通り。
| 乗車人員推移 | 乗車人員推移 |
| 年度         | 1日平均人数  |
| ------------ | ------------ |
| 1999         | 1,777        |
| 2000         | 1,841        |
| 2001         | 1,871        |
| 2002         | 1,830        |
| 2003         | 1,810        |
| 2004         | 1,741        |
| 2005         | 1,715        |
| 2006         | 1,664        |
| 2007         | 1,672        |
| 2008         | 1,667        |
| 2009         | 1,654        |
| 2010         | 1,646        |
| 2011         | 1,652        |
| 2012         | 1,663        |
| 2013         | 1,688        |
| 2014         | 1,653        |
| 2015         | 1,745        |
| 2016         | 1,751        |
| 2017         | 1,769        |
| 2018         | 1,798        |
| 2019         | 1,840        |
| 2020         | 1,553        |
| 2021         | 1,491        |

## 駅周辺

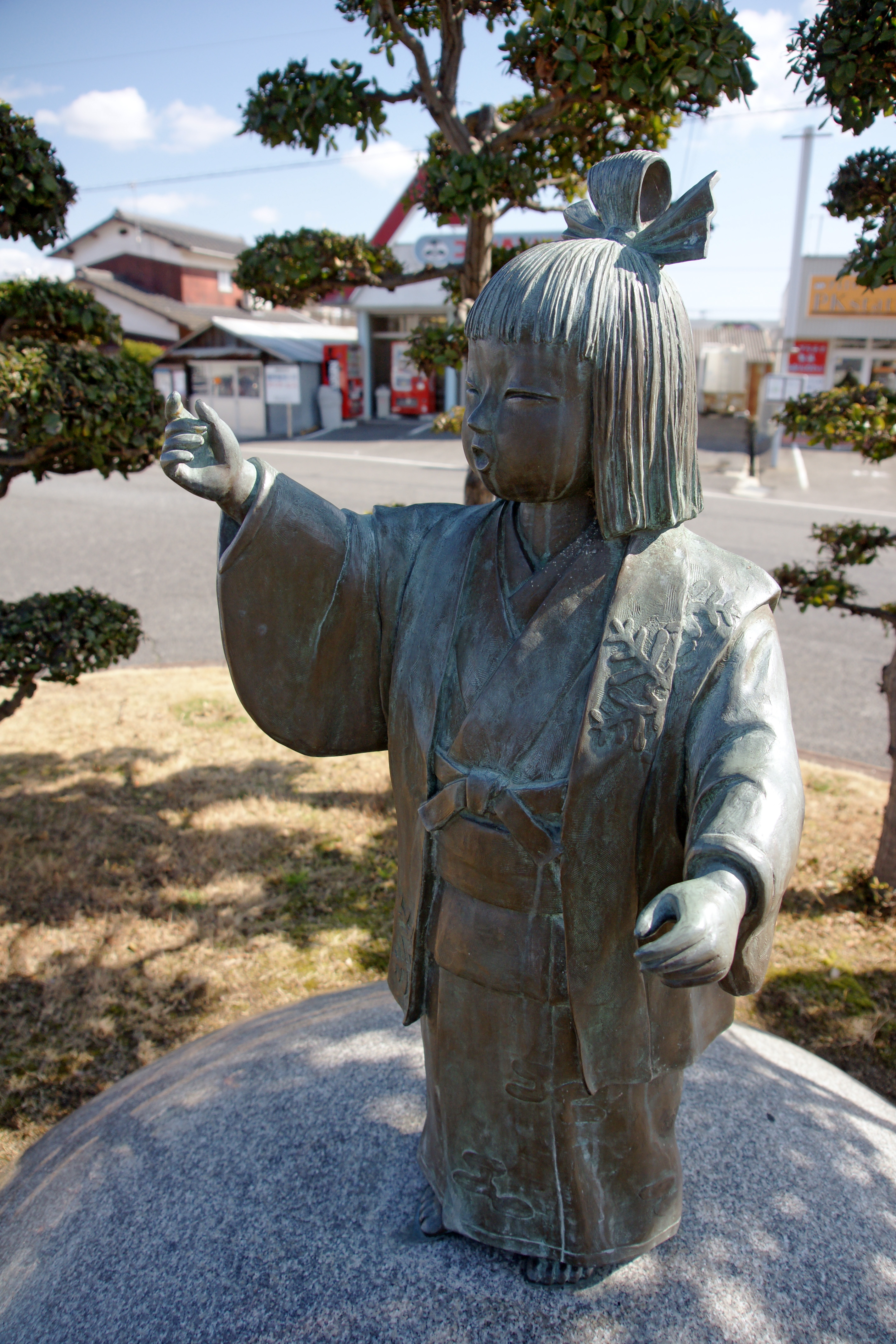
雪ん子像

駅前ロータリーに雪ん子像があり、そのすぐ近くに観光案内所がある。駅付近は住宅地となっているが、所々に田畑がある。駅東側を通る岡山県道223号線沿いにはロードサイド店舗が建つ。
- 瀬戸内市役所
- 瀬戸内市立瀬戸内市民病院
- 岡山県立邑久高等学校
- 瀬戸内市立邑久小学校
- 瀬戸内警察署尾張駐在所
- 邑久郵便局
- 中国銀行邑久支店
- 備前日生信用金庫邑久支店
- 岡山市農業協同組合邑久支所
- ゆめタウン邑久
- ハローズ邑久店
- エディオン瀬戸内店
- 門田貝塚
- 岡山県道223号箕輪尾張線
- 岡山県道224号瀬西大寺線

## バス路線
駅前に「邑久駅」停留所があり、下記の各路線が発着する。
- 東備バス（両備ホールディングスの運行子会社）
  - 西大寺方面
    - 西大寺バスセンター行

  - 牛窓方面
    - 牛窓行き
- 瀬戸内市営バス
  - 虫明方面
    - 愛生園行

  - 牛窓方面
    - 牛窓行き

  - 西脇方面
    - 西脇海水浴場行

  - 長船方面
    - 長船駅行

## 隣の駅
西日本旅客鉄道（JR西日本）
 赤穂線
長船駅 (JR-N09) - 邑久駅 (JR-N08) - 大富駅 (JR-N07)